# Lissothus
Genre
Lissothus est un genre de scorpions de la famille des Buthidae.

## Distribution
Les espèces de ce genre se rencontrent en Libye, en Mauritanie et en Algérie.

## Liste des espèces
Selon The Scorpion Files (13/01/2021) :
- Lissothus bernardi Vachon, 1948
- Lissothus chaambi Lourenço & Sadine, 2014
- Lissothus occidentalis Vachon, 1950

## Publication originale
- Vachon, 1948 : « Études sur les Scorpions III (suite). Description des Scorpions du Nord de l’Afrique. » Archives de l’Institut Pasteur d’Algérie, vol. 26, no 2, p. 162–208.